# Rahula

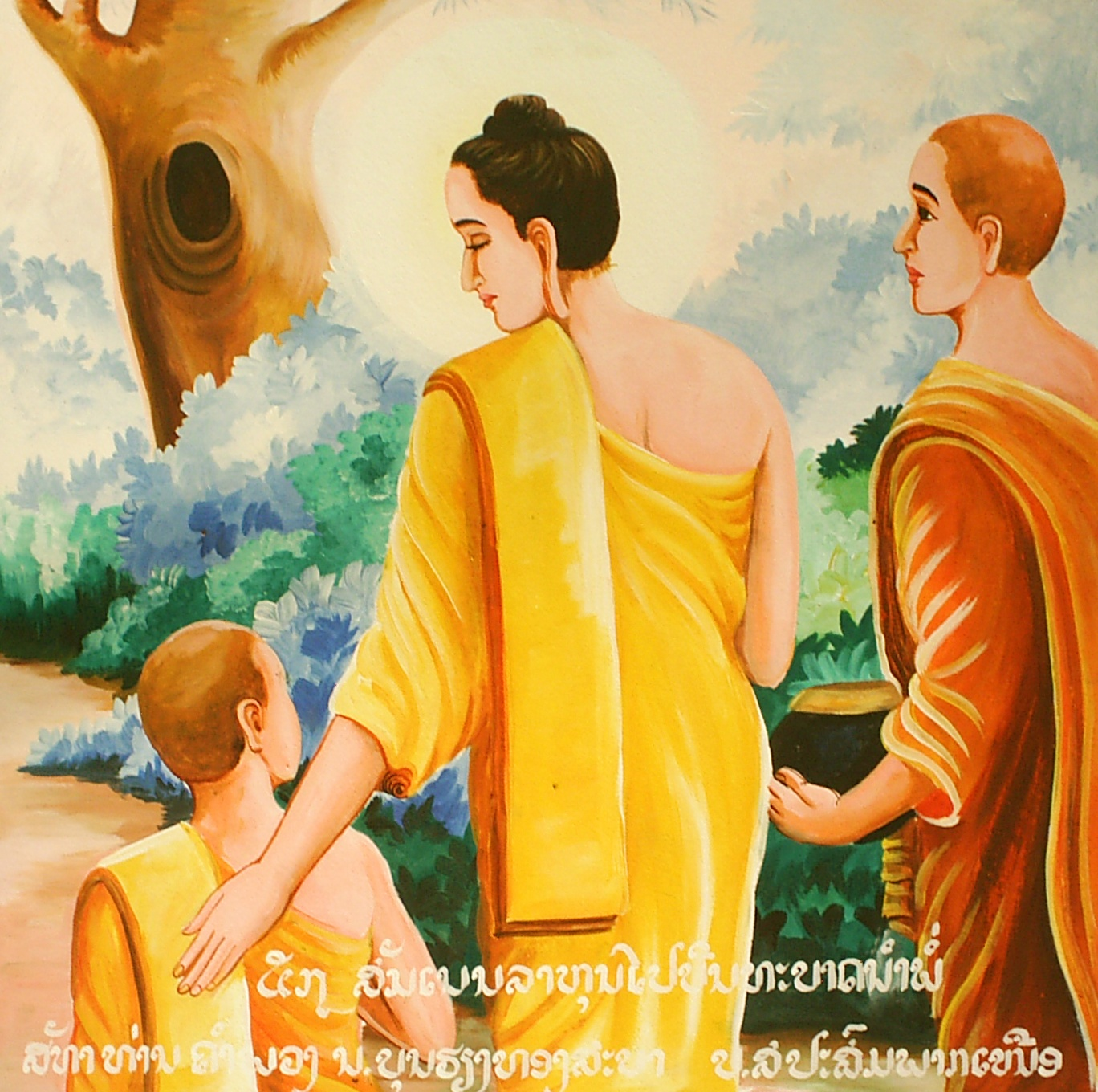
Buddha tillsammans med Rahula.

Rahula var ende son till Siddharta Gautama (Buddha) och dennes kusin, prinsessan Yasodhara. Samma dag som Rahula föddes avsade sig hans far kronan och lämnade sitt palats klädd som en asket. Rahula kom sedermera att bli buddhistmunk.